# HD 74180
b Velorum
Ne doit pas être confondu avec B Velorum (B majuscule).
Désignations
b Velorum (en abrégé b Vel), également désignée HD 74180, est une étoile binaire de la constellation des Voiles. Elle est à environ 3100 années-lumière de la Terre.
La composante primaire est une supergéante jaune-blanche de type F avec une magnitude apparente moyenne de +3,77. Elle est classée comme variable irrégulière[réf. nécessaire] et sa luminosité varie entre les magnitudes +3,77 et +3,91. Elle possède une compagne de 10e magnitude, à 37,5 secondes d'arc.